# Озорница
Озорница (Озерница) — река в России, протекает в Юрьянском районе Кировской области. Устье реки находится в 43 км по правому берегу реки Великая. Длина реки составляет 38 км, площадь водосборного бассейна 137 км².
Исток реки на холмах Северных Увалов в 37 км к северо-западу от посёлка Юрья близ границы с Мурашинским районом. Река течёт на юго-восток, русло извилистое. В среднем течении близ реке стоят деревни Скутины и Дрягуны (Верховинское сельское поселение), других населённых пунктов на реке нет. Приток — Елховка (правый). Впадает в Великую ниже села Великорецкое.

## Данные водного реестра
По данным государственного водного реестра России относится к Камскому бассейновому округу, водохозяйственный участок реки — Вятка от города Киров до города Котельнич, речной подбассейн реки — Вятка. Речной бассейн реки — Кама.
По данным геоинформационной системы водохозяйственного районирования территории РФ, подготовленной Федеральным агентством водных ресурсов:
- Код водного объекта в государственном водном реестре — 10010300312111100034464
- Код по гидрологической изученности (ГИ) — 111103446
- Код бассейна — 10.01.03.003
- Номер тома по ГИ — 11
- Выпуск по ГИ — 1